# Val-d'Illiez
Val-d'Illiez (frankoprovensalska: Vâl-d'Elyéz) är en ort och kommun i distriktet Monthey i kantonen Valais, Schweiz. Kommunen gränsar till kommunerna Champéry, Châtel (Frankrike), Evionnaz, Monthey, Montriond (Frankrike), Saint-Maurice, Troistorrents och Vérossaz. 
Kommunen har 2 129 invånare (2023).
I kommunen finns även byarna Les Crosets och Champoussin.